# 卢德维克·达涅克
卢德维克·达涅克（捷克語：Ludvík Daněk，1937年1月6日—1998年11月16日），捷克男子田径运动员。他曾代表捷克斯洛伐克参加1964年、1968年、1972年和1976年夏季奥林匹克运动会赛艇田径比赛，获得一枚金牌、一枚银牌和一枚铜牌。